# Agromyza lyneborgi
Agromyza lyneborgi är en tvåvingeart som beskrevs av Spencer 1976. Agromyza lyneborgi ingår i släktet Agromyza och familjen minerarflugor.
Artens utbredningsområde är Danmark. Arten har ej påträffats i Sverige. Inga underarter finns listade i Catalogue of Life.